# Cornelia de Gai Mari
La llei Cornèlia de Gai Mari va ser una llei romana establerta l'any 666 de la fundació de Roma (87 aC), a proposta de Luci Corneli Cinna quan era cònsol amb Gneu Octavi que permetia retornar a Roma a Gai Mari que havia estat expulsat per Luci Corneli Sul·la.